# Ефроний
Ефроний или Евфроний (др.-гр. Ευφρόνιος) е древногръцки вазописец, живял в края на VI и началото на V век пр. Хр., родом от Атина.
Той е един от най-известните майстори на червенофигурния стил, и по-точно на т. нар. „строг стил“. Предполага се, че е роб, който впоследствие е освободен. Има собствена работилница и е близък до групата художници около Кимон от Клеона (друг известен вазописец).
Силата на дарованието на Ефроний е в неговия красив рисунък, в уверената и чиста линия. Изобразява митологични сюжети, както и битови и жанрови сцени.
Запазени са 15 негови творби, най-известни от които са:
- киликсите с „Борбата на Херакъл с Херион“ и „Конник“,
- кратера с „Борбата на Херакъл с Антей“ и
- „Младежи на палестрата“.

Творчеството на Евфроний оказва влияние върху много атински вазописци от V век пр. Хр.